# Complexe vlak

Complex getal en zijn complex geconjugeerde

In de wiskunde is het complexe vlak een geometrische weergave van de complexe getallen, bestaande uit een reële as en loodrecht daarop geplaatst de imaginaire as. Het complexe vlak kan worden gezien als een aangepast cartesische vlak, waar het reële deel van een complex getal wordt weergegeven door een verplaatsing langs de x-as en het imaginaire deel door een verplaatsing langs de y-as.
Het complexe vlak wordt soms ook argandvlak genoemd, omdat dit wordt gebruikt in arganddiagrammen. Deze heten zo, omdat zij zijn genoemd naar Jean-Robert Argand, hoewel zij eerst zijn beschreven door de Noors-Deense landmeter en wiskundige Caspar Wessel. Wessels uiteenzetting werd in 1797 gepresenteerd aan de Deense Akademie. Argands werk werd in 1806 door hem zelf gepubliceerd. Arganddiagrammen worden vaak gebruikt om posities van de polen en nullen van een functie in de complexe ruimte te tekenen.
Het concept van het complexe vlak staat een meetkundige interpretatie toe van de complexe getallen. De som van twee complexe getallen is hun vectoriële som en het product van twee complexe getallen kan het gemakkelijkst in poolcoördinaten worden uitgedrukt, waar de grootte, of absolute waarde, van de twee poolcoördinaten het product is van de twee absolute waarden, en waar de resulterende hoek van het product gelijk is aan de som van de twee hoeken.
Om die reden worden arganddiagrammen vaak gebruikt om posities van de polen en nullen van een functie in de complexe ruimte te plotten. Een vermenigvuldiging met een complex getal met modulus 1 kan als een rotatie worden geïnterpreteerd. Het complexe vlak wordt vaak gebruikt om fysische processen te visualiseren. Zo wordt een harmonische trilling gezien als een cirkelbeweging om de oorsprong in het complexe vlak. De projectie op de x-as is het reële deel van de trilling, dat er in de tijd gezien uitziet als een sinus of cosinus.

## Afspraken over de notatie
In de functietheorie worden de complexe getallen gewoonlijk door het symbool {\displaystyle z} weergegeven. Een complex getal {\displaystyle z} bestaat uit een reëel deel {\displaystyle x} en een imaginair deel {\displaystyle y}:
{\displaystyle z=x+iy}
waarin i voor de imaginaire eenheid staat. In deze gebruikelijke notatie komt het complexe getal z overeen met het punt {\displaystyle (x,y)} in het cartesische vlak.
In het cartesische vlak kan het punt {\displaystyle (x,y)} ook als volgt in poolcoördinaten worden gerepresenteerd. 
{\displaystyle x=r\cos \theta }
{\displaystyle y=r\sin \theta }
en omgekeerd
{\displaystyle r={\sqrt {x^{2}+y^{2}}}}
{\displaystyle \theta =\arctan {\frac {y}{x}}}
In het cartesische vlak mag worden aangenomen dat de arctangens waarden aanneemt tussen {\displaystyle -\pi /2} en {\displaystyle \pi /2}, in radialen. Enige voorzichtigheid moeten worden betracht in de definitie van de reële arctangensfunctie voor de punten {\displaystyle (x,y)} waarvoor {\displaystyle x\leq 0}. In het complexe vlak nemen deze poolcoördinaten de onderstaande vorm aan
{\displaystyle z=x+iy=|z|\left(\cos \theta +i\sin \theta \right)=|z|e^{i\theta }}
waarin
{\displaystyle |z|={\sqrt {x^{2}+y^{2}}}}
en
{\displaystyle \theta =\arg(z)={\frac {1}{i}}\ln {\frac {z}{|z|}}=-i\ln {\frac {z}{|z|}}}.
Hier is {\displaystyle |z|} de absolute waarde of modulus en {\displaystyle \theta } het argument van het complexe getal {\displaystyle z}. Het argument wordt meestal gekozen uit het interval {\displaystyle [0,2\pi )}. De gelijkheid {\displaystyle z=|z|e^{i\theta }} volgt uit de formule van Euler. Merk op dat het argument van {\displaystyle z} meerwaardig is, omdat de complexe exponentiële functie periodiek is met periode {\displaystyle 2\pi i}. Als dus {\displaystyle \theta } een waarde voor {\displaystyle \mathrm {arg} z} is, worden de andere waarden gegeven door {\displaystyle \mathrm {arg} z=\theta +2n\pi }, voor willekeurige waarden van het gehele getal {\displaystyle n\neq 0}. Hoewel zelden expliciet gebruikt, is de meetkundige weergave van de complexe getallen impliciet gebaseerd op de structuur van een euclidische vectorruimte van dimensie 2, waarin het inwendig product van de complexe getallen w en z wordt gegeven door {\displaystyle \Re (w{\overline {z}})}. Dan valt voor een complex getal z zijn absolute waarde |z| samen met zijn euclidische norm, en zijn argument arg(z) met de hoek draaiend van 1 tot z.
De theorie van de contourintegratie is een belangrijk onderdeel van de functietheorie. In dit verband is de richting waarin een gesloten kromme doorlopen wordt, van belang. Het omkeren van deze richting doet de integraal van teken veranderen. Volgens afspraak is de positieve draairichting de richting tegen de klok in. 
Bijna de gehele complexe analyse betreft complexe functies, dat wil zeggen met functies die een deelverzameling van het complexe vlak afbeelden op een andere, mogelijk overlappende of zelfs identieke, deelverzameling van het complexe vlak. Het is hier gebruikelijk te spreken over het domein van {\displaystyle f(z)} als liggend in het {\displaystyle z}-vlak, onder verwijzing naar het bereik of het beeld van {\displaystyle f(z)} als een verzameling van punten in het {\displaystyle w}-vlak. In symbolen
{\displaystyle z=x+iy;\qquad f(z)=w=u+iv}
en zo is de functie {\displaystyle f} als een transformatie van het {\displaystyle z}-vlak, met coördinaten {\displaystyle x} en {\displaystyle y}, in en op het {\displaystyle w}-vlak, met coördinaten {\displaystyle u} en {\displaystyle v}.

## Uitgebreide complexe vlak
Het uitgebreide complexe vlak is het complexe vlak, aangevuld met een punt op oneindig, vergelijk de projectieve lijn. Het uitgebreide complexe vlak wordt ook aangeduid en voorgesteld als de Riemann-sfeer.